# أنتي بالافيرسا
أنتي بالافيرسا (مواليد 6 أبريل 2000) هو لاعب كرة قدم كرواتي يلعب في مركز خط الوسط في نادي خيتافي على سبيل الإعارة.

## روابط خارجية
- أنتي بالافيرسا على موقع اتحاد كرواتيا (الكرواتية)
- أنتي بالافيرسا على موقع قاعدة بيانات كرة القدم.إي يو (الإنجليزية)
- أنتي بالافيرسا على موقع ليكيب (الفرنسية)
- أنتي بالافيرسا على موقع Soccerway.com (الإنجليزية)
- أنتي بالافيرسا على موقع عالم كرة القدم.نت (الإنجليزية)